# Pokal Nogometne zveze Slovenije
Il Pokal Nogometne zveze Slovenije, più semplicemente Pokal NZS e nota anche come Pokal Hervis per motivi di sponsorizzazione, è la coppa nazionale di calcio slovena. È il secondo torneo calcistico sloveno per importanza dopo il campionato di Prva SNL e, come quest'ultimo, è organizzata dalla Federazione calcistica della Slovenia.
Istituita nella stagione 1991-1992, dopo il collasso della Jugoslavia, tra il 1994 e il 2004 la finale veniva disputata con partita d'andata e ritorno. In precedenza le squadre slovene disputavano la Kup Maršala Tita, competizione nella quale l'Olimpija Lubiana raggiunse la finale nell'edizione 1969-1970.
La squadra vincitrice è ammessa al terzo turno preliminare di Europa League e ottiene il diritto di sfidare i campioni di Slovenia nella Supercoppa di Slovenia.

## Albo d'oro
| Anno      | Vincitrice             | Risultato               | Finalista        |
| --------- | ---------------------- | ----------------------- | ---------------- |
| 1991-1992 | Maribor                | 0 - 0 (dts) 4 - 3 (dcr) | Olimpia Lubiana  |
| 1992-1993 | Olimpia Lubiana        | 2 - 1                   | Publikum Celje   |
| 1993-1994 | Maribor                | 0 - 0 3 - 1             | Mura             |
| 1994-1995 | Mura                   | 1 - 1 1 - 0             | Publikum Celje   |
| 1995-1996 | Olimpia Lubiana        | 1 - 0 1 - 1             | Primorje         |
| 1996-1997 | Maribor                | 3 - 0 0 - 0             | Primorje         |
| 1997-1998 | Rudar Velenje          | 1 - 2 3 - 0             | Primorje         |
| 1998-1999 | Maribor                | 3 - 2 2 - 0             | Olimpia Lubiana  |
| 1999-2000 | Olimpia Lubiana        | 1 - 2 2 - 0             | Korotan Prevalje |
| 2000-2001 | Gorica                 | 0 - 1 4 - 2             | Olimpia Lubiana  |
| 2001-2002 | Gorica                 | 4 - 0 2 - 1             | Aluminij         |
| 2002-2003 | Olimpia Lubiana        | 1 - 1 2 - 2             | Publikum Celje   |
| 2003-2004 | Maribor                | 4 - 0 3 - 4             | Dravograd        |
| 2004-2005 | Publikum Celje         | 1 - 0                   | Gorica           |
| 2005-2006 | Koper                  | 1 - 1 (dts) 5 - 3 (dcr) | Publikum Celje   |
| 2006-2007 | Koper                  | 1 - 0                   | Maribor          |
| 2007-2008 | Interblock             | 2 - 1                   | Maribor          |
| 2008-2009 | Interblock             | 2 - 1                   | Koper            |
| 2009-2010 | Maribor                | 3 - 2 (dts)             | Domžale          |
| 2010-2011 | Domžale                | 4 - 3                   | Maribor          |
| 2011-2012 | Maribor                | 2 - 2 (dts) 3 - 2 (dcr) | Celje            |
| 2012-2013 | Maribor                | 1 - 0                   | Celje            |
| 2013-2014 | Gorica                 | 2 - 0                   | Maribor          |
| 2014-2015 | Koper                  | 2 - 0                   | Celje            |
| 2015-2016 | Maribor                | 2 - 2 (dts) 7 - 6 (dcr) | Celje            |
| 2016-2017 | Domžale                | 1 - 0                   | Olimpia Lubiana  |
| 2017-2018 | Olimpia Lubiana (2005) | 6 - 1                   | Aluminij         |
| 2018-2019 | Olimpia Lubiana (2005) | 2 - 1                   | Maribor          |
| 2019-2020 | NŠ Mura                | 2 - 0                   | Nafta 1903       |
| 2020-2021 | Olimpia Lubiana (2005) | 2 - 1                   | Celje            |
| 2021-2022 | Koper                  | 3 - 1                   | Bravo            |
| 2022-2023 | Olimpia Lubiana (2005) | 2 - 1                   | Maribor          |
| 2023-2024 | Rogaška                | 1 - 1 (dts) 6 - 5 (dcr) | Gorica           |
| 2024-2025 | Celje                  | 4 - 0                   | Koper            |

## Vittorie per club
| Club                   | Vittorie | Anno                                                                                              |
| ---------------------- | -------- | ------------------------------------------------------------------------------------------------- |
| Maribor                | 9        | 1991-1992, 1993-1994, 1996-1997, 1998-1999, 2003-2004, 2009-2010, 2011-2012, 2012-2013, 2015-2016 |
| Olimpia Lubiana        | 4        | 1992-1993, 1995-1996, 1999-2000, 2002-2003                                                        |
| Koper                  | 4        | 2005-2006, 2006-2007, 2014-2015, 2021-2022                                                        |
| Olimpia Lubiana (2005) | 4        | 2017-2018, 2018-2019, 2020-2021, 2022-2023                                                        |
| Gorica                 | 3        | 2000-2001, 2001-2002, 2013-2014                                                                   |
| Domžale                | 2        | 2010-2011, 2016-2017                                                                              |
| Interblock             | 2        | 2007-2008, 2008-2009                                                                              |
| Celje                  | 2        | 2004-2005, 2024-2025                                                                              |
| Mura                   | 1        | 1994-1995                                                                                         |
| Rudar Velenje          | 1        | 1997-1998                                                                                         |
| NŠ Mura                | 1        | 2019-2020                                                                                         |
| Rogaška                | 1        | 2023-2024                                                                                         |